# کاپیتول ایالت لوئیزیانا

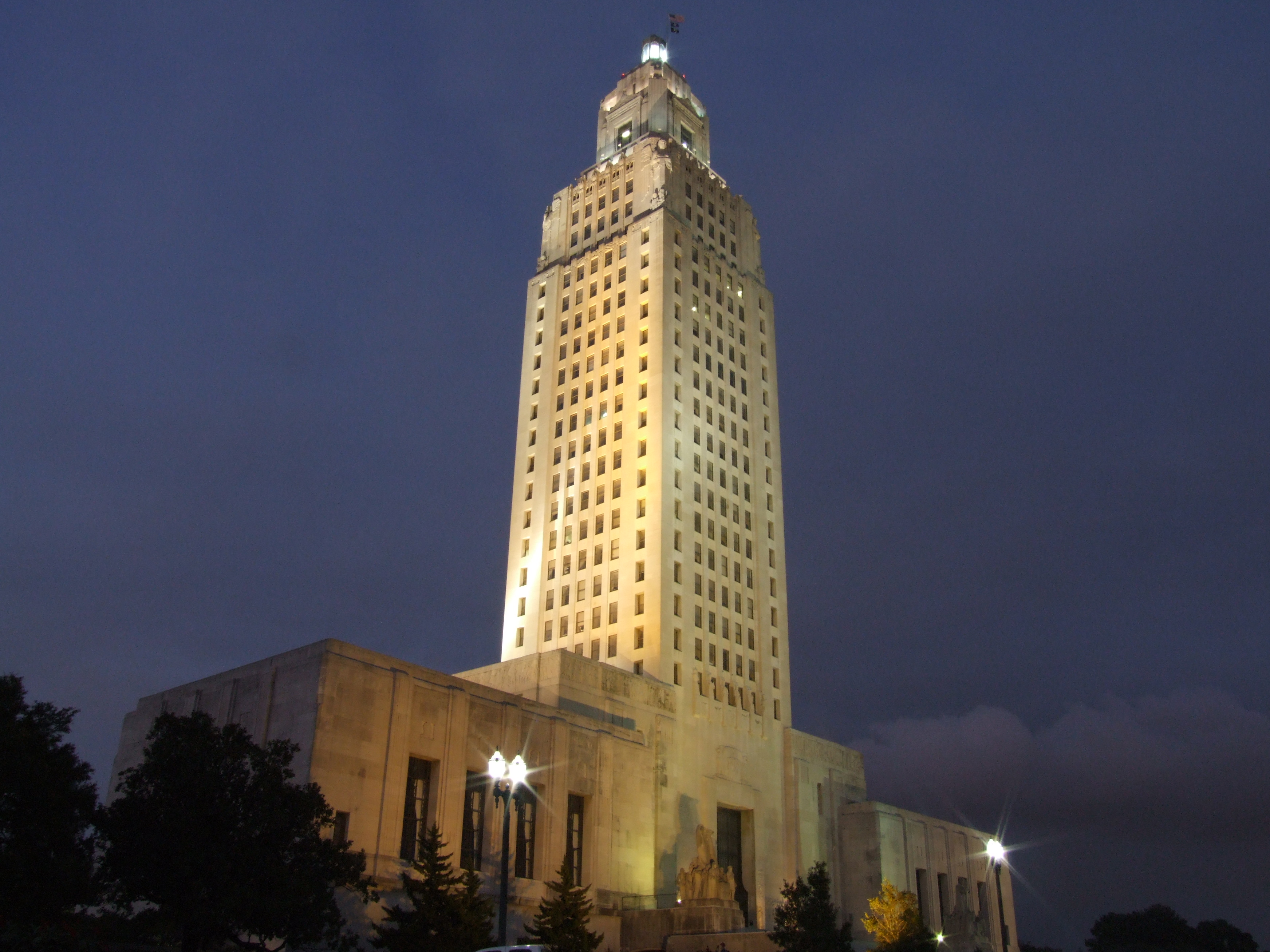

ساختمان پایتخت ایالت لوئیزیانا (Louisiana State Capitol) بنایی است که شاخه مقننه دولت لوئیزیانا در آن قرار دارد.
معمار بنا Dreyfous and Seiferth Weiss بوده و در سال ۱۹۲۹ به سبک آرت دکو ساخته گردید و در باتون روژ قرار دارد.
این بنای تاریخی هم خانه مجلس ایالت است و هم فرمانداری ایالت.

## نگارخانه

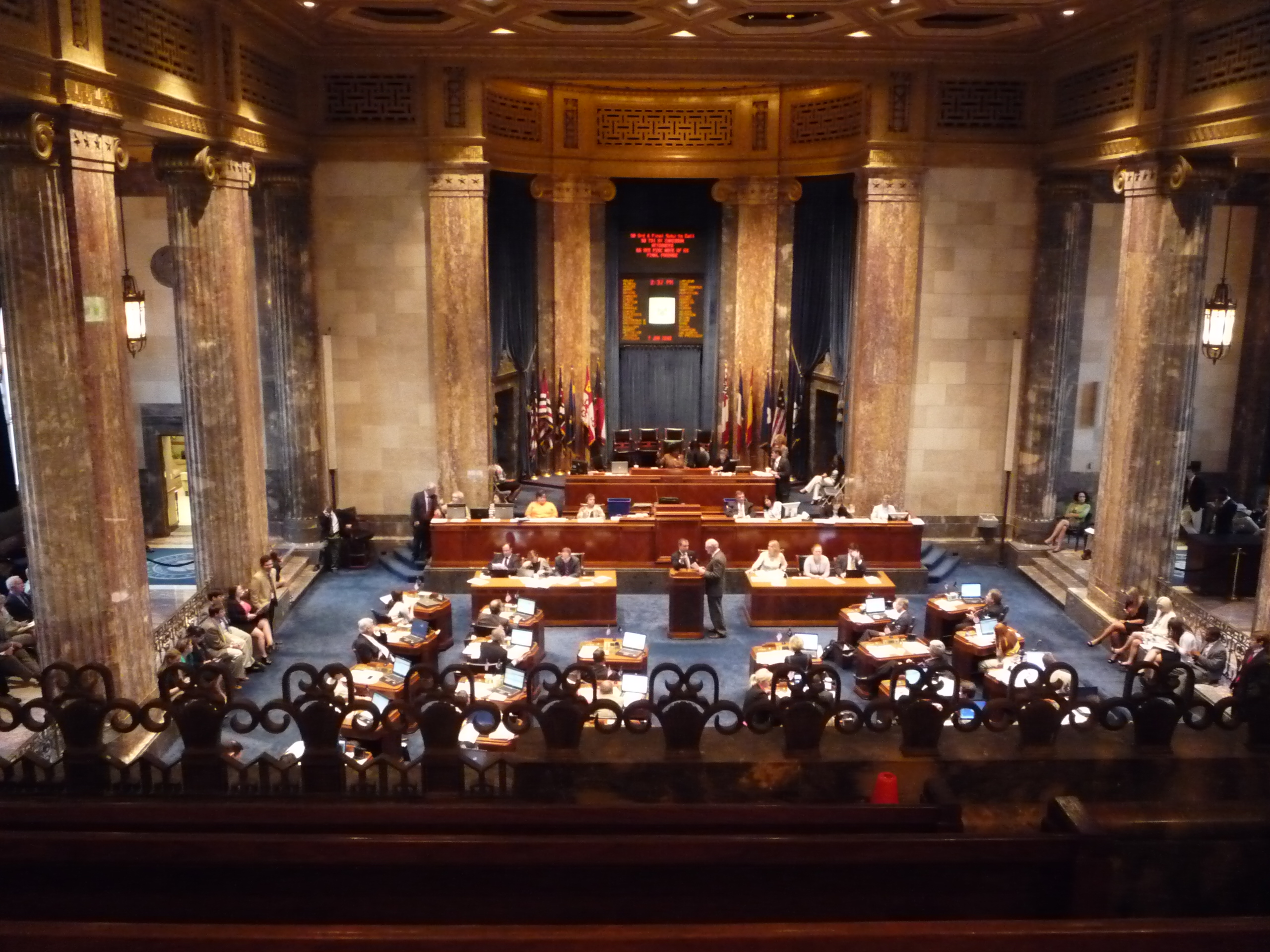
سنا
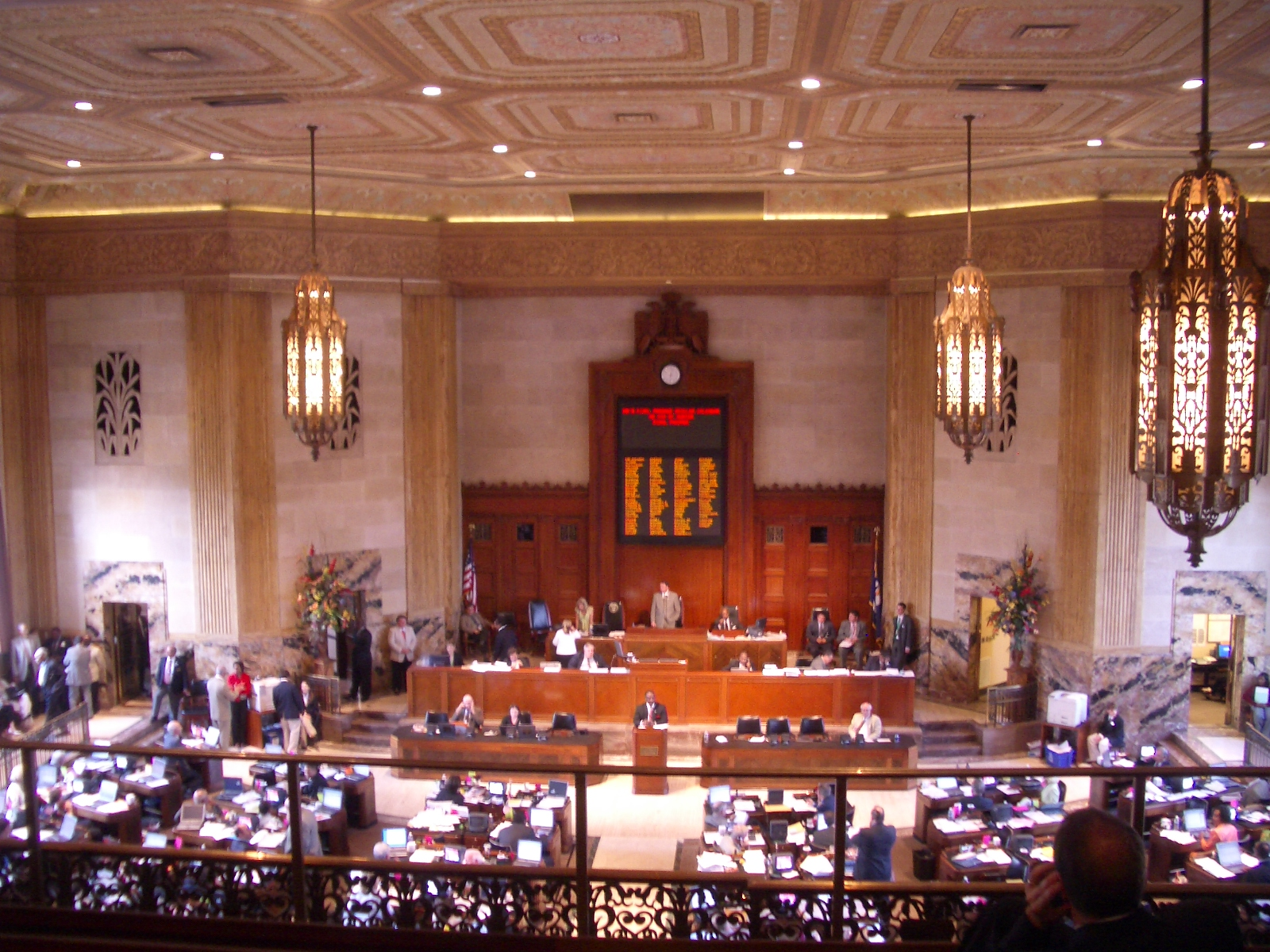
مجلس نمایندگان
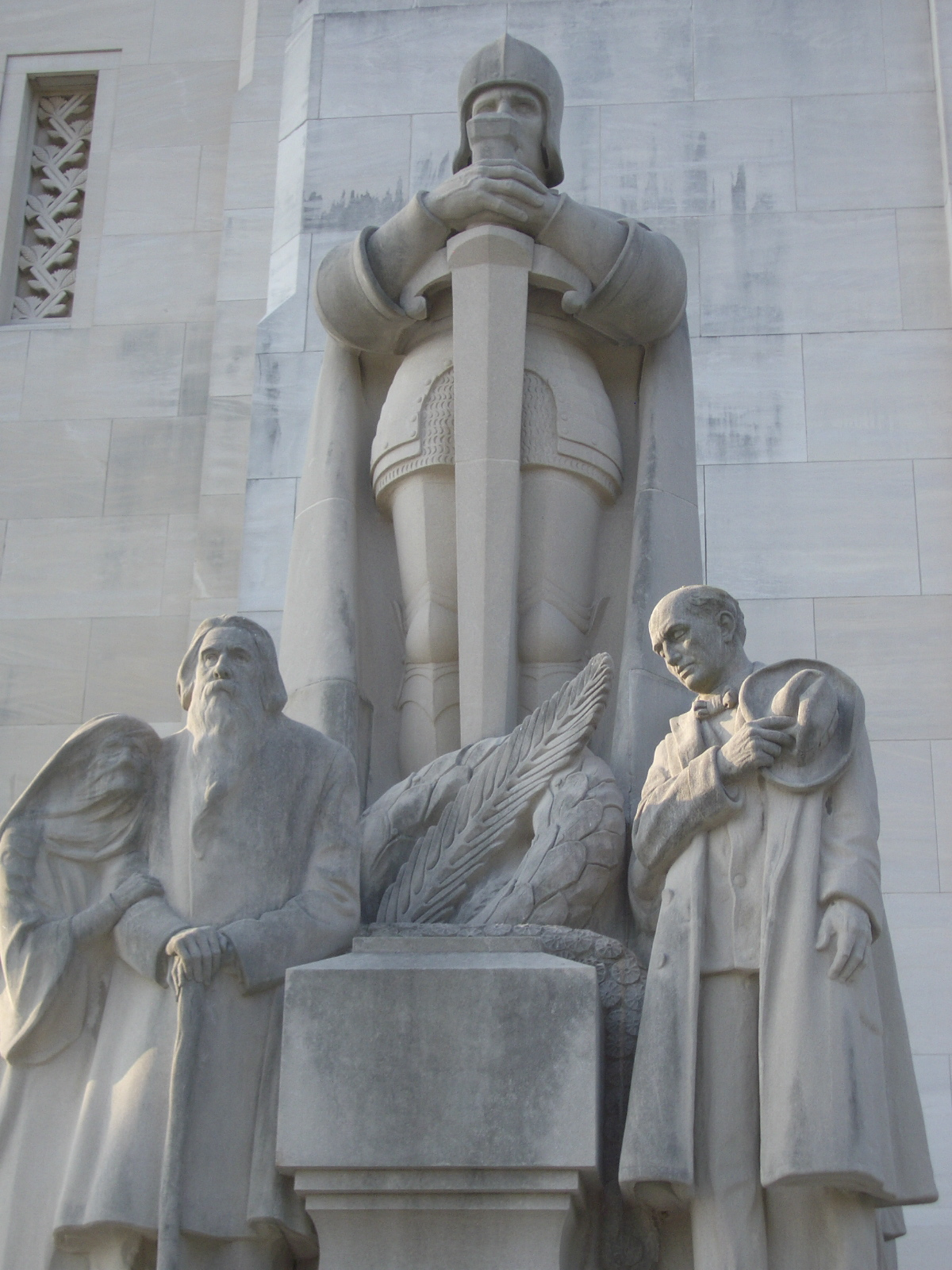